# Atrasentan
Atrasentan là một loại thuốc thử nghiệm đang được nghiên cứu để điều trị các loại ung thư khác nhau, bao gồm cả ung thư phổi không phải tế bào nhỏ. Nó cũng đang được điều tra như một liệu pháp cho bệnh thận tiểu đường.
Atrasentan đã thất bại trong một thử nghiệm giai đoạn 3 đối với ung thư tuyến tiền liệt ở những bệnh nhân không đáp ứng với liệu pháp hormone. Một thử nghiệm thứ hai đã xác nhận phát hiện này.
Nó là một chất đối kháng thụ thể endothelin chọn lọc cho phân nhóm A (ETA). Trong khi các loại thuốc khác thuộc loại này (sitaxentan, ambrisentan) khai thác các đặc tính co mạch của endothelin và chủ yếu được sử dụng để điều trị tăng huyết áp động mạch phổi, atrasentan ngăn chặn sự tăng sinh tế bào endothelin.
Vào tháng 4 năm 2014, de Zeeuw và cộng sự cho thấy 0,75 mg và 1,25 mg atrasentan làm giảm albumin trong nước tiểu tương ứng 35 và 38% với tác dụng phụ khiêm tốn. Bệnh nhân cũng đã giảm áp lực máu tại nhà (nhưng không thay đổi chỉ số văn phòng) làm giảm tổng lượng cholesterol và LDL. Bệnh nhân trong nhóm liều 1,25 mg đã tăng cân có lẽ là do phù tăng và phải rút khỏi nghiên cứu nhiều hơn so với giả dược hoặc nhóm liều 0,75 mg. Giảm protein niệu có liên quan đến kết quả có lợi của bệnh nhân trong bệnh thận tiểu đường với các can thiệp khác nhưng không phải là điểm cuối được chấp nhận bởi FDA.
Thử nghiệm SONAR được khởi xướng gần đây sẽ xác định liệu atrasentan có làm giảm suy thận trong bệnh thận tiểu đường hay không.